# Cratere Hilairea
Hilairea è un cratere sulla superficie di Epimeteo.